# Mill Rock
Mill Rock est une île inhabitée d'une superficie de 16,173 m2, située sur l'East River, entre le Queens et Manhattan, à New York. Elle est située au sud de Ward's Island et de Randall's Island, à l'endroit où l'East River et la Harlem River se rejoignent.
Il s'agissait à l'origine de deux îlots : Great Mill Rock et Little Mill Rock, séparés par un fossé. Après le déroctage spectaculaire du détroit de Hell Gate (10 octobre 1885), les déblais purent être réemployés en 1890 pour combler le fossé. Ces deux îlots ne forment plus depuis qu'une seule île : celle de Mill Rock.